# سامانه دیده‌بانی زمین
سامانه دیده‌بانی زمین (به انگلیسی: Earth Observing System (EOS)) از برنامه‌های ناسا است که دربرگیرنده تعدادی ماهواره و ابزارهای علمی در مدار زمین است و به منظور دیده‌بانی درازمدت جهانی سطح زمین، زیست‌کره، هواکره و اقیانوس‌های دنیا طراحی شده‌است. ماهواره این سامانه در سال ۱۹۹۷ به فضا پرتاب شد. این سامانه جزئی از پروژه علوم زمین ناسا به‌شمار می‌رود.

## لیست ماهواره‌ها و تاریخ پرتاب آن‌ها

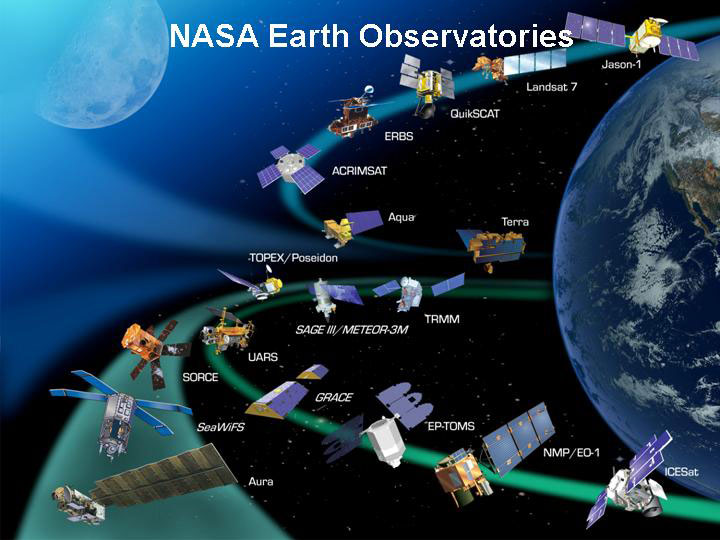
ماهواره‌های سامانه دیده‌بانی زمین ناسا در اکتبر ۲۰۰۵

| ماهواره                      | تاریخ پرتاب    | محل پرتاب    | سازمان       |
| ---------------------------- | -------------- | ------------ | ------------ |
| SeaWiFS                      | ۱ اوت ۱۹۹۷     |              |              |
| مأموریت سنجش بارندگی گرمسیری | ۲۷ نوامبر ۱۹۹۷ | تانیگاشیما   | ناسا / جاکسا |
| لندست ۷                      | ۱۵ آوریل ۱۹۹۹  | وندنبرگ      | ناسا         |
| QuikSCAT                     | ۱۹ ژوئن ۱۹۹۹   | وندنبرگ      | ناسا / JPL   |
| ترا (EOS-AM)                 | ۱۸ دسامبر ۱۹۹۹ | وندنبرگ      | چندگانه      |
| ACRIMSAT                     | ۲۰ دسامبر ۱۹۹۹ | وندنبرگ      | ناسا / JPL   |
| NMP / EO-1                   | ۲۱ نوامبر ۲۰۰۰ |              | ناسا / GSFC  |
| جیسون-۱                      | ۲۱ نوامبر ۲۰۰۰ |              | ناسا / CNES  |
| Meteor 3M-1 / Sage III       | ۱۰ دسامبر ۲۰۰۱ | بایکونور     |              |
| GRACE                        | ۱۷ مارس ۲۰۰۲   | پلستسک       | ناسا / DLR   |
| آکوا                         | ۴ مه ۲۰۰۲      | وندنبرگ      | چندگانه      |
| ADEOS II (Midori II)         | ۱۲ دسامبر ۲۰۰۲ | تانیگاشیما   |              |
| ICESat                       | ۱۲ ژانویه ۲۰۰۳ | وندنبرگ      | ناسا         |
| SORCE                        | ۲۵ ژانویه ۲۰۰۳ | کیپ کاناورال | ناسا         |
| آئورا                        | ۱۶ ژوئیه ۲۰۰۴  | وندنبرگ      | چندگانه      |
| کلودست / کالیپسو             | ۲۸ آوریل ۲۰۰۶  | وندنبرگ      | ناسا         |
| Hydros                       | ژوئن ۲۰۰۶      |              |              |
| NPOESS                       |                |              | ناسا / NOAA  |
| OCO-2                        | ۲ ژوئیه ۲۰۱۴   | وندنبرگ      | ناسا         |
| آکواریوس                     | ۱۰ ژوئن ۲۰۱۱   | وندنبرگ      | ناسا / CONAE |
| NMP / EO-3                   |                |              |              |
| لندست ۸                      | ۱۱ فوریه ۲۰۱۳  | وندنبرگ      | ناسا / USGS  |